# Comcast
 (транскр.  Комкаст корпорејшон), раније регистрована као Comcast Holdings (транскр.  Комкаст холдингс), је амерички телекомуникацијски конгломерат чије се седиште налази у Филаделфији. Представља другу највећу радиодифузну и кабловско-телевизијску компанију на свету по приходу и највећу претплатничко-телевизијску комапнију, највећу кабловско-телевизијску компанију и највећег кућног добављача интернет услуге у Сједињеним Америчким Државама и трећег највећег кућног добављача телефонске услуге нације. Comcast снабдева стамбене и комерцијалне купце у преко 40 држава и у Дистрикту Колумбија. Представља власника међународне медијске компаније NBCUniversal од 2011. године. Comcast производи дугометражне филмове и телевизијски програм.
Comcast је власник и функционише Xfinity стамбеном кабловско-комуникацијском подружницом, Comcast Business, комерцијалним услужним провајдером, Xfinity Mobile, МВМО компаније Verizon, националним телевизијским мрежним каналим (NBC, Telemundo, TeleXitos и Cozi TV), више кабловских канала (укључујући  MSNBC, CNBC, USA Network, Syfy, NBCSN и E!, између осталих), филмским студиом Universal Pictures и Universal Parks & Resorts. Такође има значајна имања у дигиталној дистрибуцији, као што је thePlatform, који је купљен 2006. године. Од октобра 2018. године, представља власника мас-медијске пан-европске компаније Sky Group, чинећи је највећом и водећом медијском компанијом са више од 53 милиона претплатника у преко пет држава у Европи.